# بیلیران، بیلیران
بیلیران، بیلیران (به لاتین: Biliran, Biliran) یک منطقهٔ مسکونی در فیلیپین است که در بیلیران واقع شده‌است.